# アンディー・グラマー
アンディー・グラマー（英語: Andy Grammer、1983年12月3日 - ）は、アメリカ合衆国の歌手、ソングライター、音楽プロデューサー。

## 生い立ち
1983年12月3日、アメリカ合衆国のカリフォルニア州・ロサンゼルスに生まれる。

## ディスコグラフィー

### アルバム
- 『Andy Grammer』（2011年）[3]
- 『Magazines or Novels』（2014年）
- 『The Good Parts』（2017年）[4]
- 『Naive』（2019年）
- 『Monster』（2024年）